# Sátoraljaújhely
Sátoraljaújhely este un oraș în districtul Sátoraljaújhely, județul Borsod-Abaúj-Zemplén, Ungaria.
Are o suprafață de 7.345 ha. Populația este de 12.973 locuitori, determinată în 1 ianuarie 2024, prin actualizare statistică[*], pe criteriul de populație rezidentă (Ungaria)[*].

## Demografie
Componența etnică a orașului Sátoraljaújhely
     Maghiari (84,73%)
     Romi (11,73%)
     Slovaci (1,53%)
     Germani (1,1%)
     Necunoscut (0,37%)
     Alții (0,54%)
Componența confesională a orașului Sátoraljaújhely
     Romano-catolici (32,2%)
     Reformați (19,44%)
     Greco-catolici (11,96%)
     Fără religie (11,63%)
     Necunoscută (23,9%)
     Alte religii (2,61%)
Conform recensământului din 2011, orașul Sátoraljaújhely avea 15.713 locuitori. Din punct de vedere etnic, majoritatea locuitorilor (84,73%) erau maghiari, existând și minorități de romi (11,73%), slovaci (1,53%) și germani (1,1%). Apartenența etnică nu este cunoscută în cazul a 0,37% din locuitori. Nu există o religie majoritară, locuitorii fiind romano-catolici (32,2%), reformați (19,44%), greco-catolici (11,96%) și persoane fără religie (11,63%). Pentru 23,9% din locuitori nu este cunoscută apartenența confesională.